# Ah ! ça ira (film)
Cet article possède un paronyme, voir Ça ira (homonymie).
Pour plus de détails, voir Fiche technique et Distribution.
Ah ! ça ira (titre original : Fényes szelek) est un film hongrois réalisé par Miklós Jancsó, sorti en 1969.

## Synopsis
Dans la Hongrie de 1947, la rencontre de lycéens d'un établissement public avec ceux d'un collège catholique, encadrés par des prêtres. Ils tentent d'engager le dialogue, mais les divisions prennent vite le dessus... Les autorités font cesser la manifestation et arrêtent les élèves catholiques. Le secrétaire général du lycée d'État, indigné, réussit à les faire libérer, mais il doit ensuite démissionner de son poste...

## Fiche technique
- Titre français : Ah ! ça ira
- Titre original : Fényes szelek
- Réalisation : Miklós Jancsó
- Scénario : Gyula Hernádi, Miklós Jancsó
- Photographie : Tamás Somló
- Montage : Zoltán Farkas
- Musique : Paul Arma et chants populaires anciens et modernes
- Chorégraphie : Károly Szigek
- Décors : Endre Benyó, Tilda Gati
- Costumes : Erszébet Újhegyi
- Production : József Bajusz, Ottó Föld
- Société de production : Mafilm Stúdió 1
- Pays de production :  Hongrie
- Langues originales : hongrois, hébreu, italien
- Format : couleur (Eastmancolor) — 35 mm — 2,35:1 — son : mono
- Genre : drame, politique, musical
- Durée : 80 minutes (1 h 20)
- Dates de sortie :
  - Hongrie : 6 février 1969
  - France : 15 mai 1969 (Festival de Cannes) ; 5 novembre 1969 (sortie nationale)[1]

## Distribution
- Lajos Balázsovits : Laci
- András Kozák : l'officier de police
- Andrea Drahota : Judit
- Kati Kovács : Teréz
- József Madaras : le père Kellér
- Benedek Tóth : le délégué Molnár
- András Bálint : András, le jeune homme juif

## Autour du film
- « Par opposition à ce cycle de la répression en noir et blanc que constituent Les Sans-Espoir, Rouges et blancs et Silence et cri, à cette trilogie de la terreur et de la mort où l'individu - replacé au sein d'un groupe - apparaît broyé dans la prison de l'Histoire, Ah ! ça ira ouvre le cycle de l'exaltation du projet révolutionnaire (...), cycle de la couleur où une communauté socialiste en action devient le personnage central », écrit Michel Estève, dans un article consacré au cinéma de Miklós Jancsó. (in : L'Espace, le mouvement et la figure du cercle, Études cinématographiques n° 104/108, avril 1975)
- Il note également qu'« à l'éloignement dans le temps (l'action des films précédents se déroule durant les années 1867-1870 et 1917-1920), étudié avec le recul de l'objectivité historique, correspond donc ici un rapprochement subjectif unissant le document et la fiction (Ah ! ça ira se situe en 1947). » (Michel Estève, op. cité)
- Cette période historique, Jancsó l'a non seulement connue et traversée personnellement, il y a participé activement. Il témoigne : « L'époque de Ah ! ça ira, nous avons fait plus que la vivre, nous l'avons faite. C'est nous qui avons fait ce pays socialiste, et nous avons fait effectivement tout ce qu'on voit dans le film. » (in : Les Lettres françaises, 10/12/1969) Effectivement, Robert Bán confirme, à propos du cinéaste hongrois : « À la fin de la Seconde Guerre mondiale, il se rallie tout de suite aux membres des collèges populaires, mouvement de gauche hongrois caractéristique de cette époque qui a voulu créer les conditions favorables aux études universitaires pour les enfants de paysans et d'ouvriers. » (in: Le chemin jusqu'à Mon chemin, Études cinématographiques n°104/108)
- « Œuvre lyrique, pleinement "ouverte" sur l'exaltation de la jeunesse », immergée des « chants populaires hongrois, des chants révolutionnaires comme des danses traduisant la disponibilité, la ferveur, l'espérance de l'adolescence (...) » (Michel Estève, op. cité)  Ah ! ça ira n'est, en réalité, comme l'affirme Barthélémy Amengual, qu'une "chorégraphie de la tyrannie". « L'organisation chorale de Ah ! ça ira, sur le principe du "musical" américain - mais aussi bien de l'opérette - apporte à chacun des camps qui s'y opposent une homogénéité, une solidarité, une unanimité qui s'interprètent contradictoirement. (...) On peut certes penser que le groupe s'auto-détermine et se mobilise ainsi dans la spontanéité absolue, sans débats ni temps de préparation. On peut aussi bien penser qu'à l'instar des formations militaires et policières, que son comportement ordonné et discipliné rappelle, le groupe est entièrement manœuvré de l'extérieur, téléguidé par un chef d'orchestre invisible. » (B. Amengual in : Allégorie et stalinisme dans quelques films de l'Est, Positif, n° 146, janvier 1973)
- Barthélémy Amengual ajoute encore : « Le ballet allégorique de Ah ! ça ira forge l'image, aussi extravagante que cruelle, d'une dictature harmonieuse sachant chanter et danser, et dénonce une fête qui est le masque et l'instrument d'un système d'oppression. Il emprunte aux grandes parades rythmiques du régime (...) et il en fait cette grimace : une caricature du socialisme. » (in : op. cité)